# Edvard Munch
Edvard Munch (Løten, 12. prosinca 1863. – Ekely, 23. siječnja 1944.), norveški slikar. 
Tipičan predstavnik ekspresionizma u slikarstvu. Kao vječito nespokojan, pomalo morbidan pesimist, u strahu od samoće ljudskog bića, podjednako u gužvi velegrada kao i pred uznemirujućom veličinom prirode. 
Spomenuta raspoloženja Munch prenosi i na platno, služeći se linijama koje se izdužuju i povijaju, kao i tonovima boja koje djeluju melankolično. Takvu atmosferu stvorio je na slikama Krik, Tjeskoba, Na mostu. Proslavio se u Njemačkoj u 20. stoljeću, te na tamošnje slikare ekspresioniste izvršio znatan utjecaj.
Munch je bio kronični bolesnik cijelog svog života. Vjeruje se kako je bolovao od bipolarnog poremećaja (poznatijeg kao manijakalna depresija).
Njegov je rođak bio Jacob Munch, koji je također bio slikar.

## Slavna djela
Krik (1893.; izvornog naziva "Očaj") je najslavnija Munchova slika koja spada u najprepoznatljivija svjetska djela. Ona pripada skupini slika koje je Munch nazvao "Friz života", a u kojoj je istraživao teme života, ljubavi, straha, smrti i melankolije. Kao što je slučaj i s drugim djelima iz ove serije, Munch je napravio brojne verzije istog motiva. Najpoznatija verzije je bila ukradena iz Munchovog muzeja u Oslu, 22. kolovoza, 2004. god., no već 31. kolovoza, 2006. norveška policija je pronašla počinitelje i povratila sliku skupa s još jednom - Madonna.
Teme iz Friza života se kontinuirano provlače kroz njegov cijeli život. One se mogu prepoznati u djelima kao što su: Bolesno dijete (1886., portret njegove preminule sestre Sofije), Pepeo (1894.) i Most. Na "Mostu" se nalaze bezoblične figure koje nemaju prepoznatljivih karakteristika i lica. Zastrašujući oblici tamnog drveća i kuća natkrivljuju figure i pojačavaju osjećaj strave. Žene su na Munchovim slikama prikazivane ekstremno, ili kao krhke, nevine žrtve ili kao smrtonosne vampirice. Mnogi kažu da to proizilazi iz njegovih seksualnih tjeskoba.

## Vanjske poveznice
- The Munch Museum